# Stephen Close
Stephen Close (1374–1472) foi o arquidiácono de Carlisle de 1452 até 1570.
Close foi educado em King's Hall, Cambridge e desempenhou funções eclesiásticas em Banham, Ousby, Bugbrooke e Grande Salkeld.